# Eurovision Song Contest 1972
Eurovision Song Contest 1972, česky také Velká cena Eurovize 1972 (či jen Eurovize 1972), byl 17. ročník soutěže Eurovision Song Contest, který se konal v Edinburghu ve Spojeném království. Předchozí ročník sice vyhrála zpěvačka Séverine s písní „Un banc, un arbre, une rue“ reprezentující Monako, místní stanice TMC ale neměla vhodné místo pro uspořádání soutěže, s nabídkou hostit Eurovizi nakonec souhlasila BBC. Soutěž, organizovaná Evropskou vysílací unií (EVU) a stanicí British Broadcasting Corporation (BBC), se konala v Usher Hall 25. března 1972. Moderátorkou přenosu byla skotská baletní tanečnice Moira Shearer. Soutěže se stejně jako v předchozím roce zúčastnilo 18 zemí.
Soutěž se poprvé konala na území Skotska, předchozí ročníky organizované BBC v letech 1960, 1963 a 1968 proběhly v Londýně. Soutěž byla poprvé vysílána v Asii, konkrétně v Japonsku, Tchaj-wanu, Filipínách, Hongkongu a v Thajsku. Poprvé byla také použita obrazovka, na které byl před každým vystoupením zobrazen název písně a jméno interpreta.
Vítězem se stala lucemburská zpěvačka řeckého původu Vicky Leandros s písní „Après toi“. Skladba získala 128 bodů, což je pouhých 8,3 % celkového počtu možných bodů.

## Navrátivší interpreti
Soutěže se zúčastnili čtyři interpreti, kteří se již představili v některém z předchozích ročníků. Vicky Leandros reprezentovala Lucembursko v roce 1967, kdy skončila na 4. místě; Carlos Mendes reprezentoval Portugalsko v roce 1968 a získal 11. místo; skupina Family Four reprezentovala Švédsko v roce 1971, kdy obsadila 6. místo; a Tereza Kesovija reprezentovala Monako v roce 1966 a získala 16. místo.

## Výsledky
| Pořadí | Země               | Interpret                         | Skladba                         | Jazyk            | Umístění | Body |
| ------ | ------------------ | --------------------------------- | ------------------------------- | ---------------- | -------- | ---- |
| 1.     | Západní Německo    | Mary Roos                         | „Nur die Liebe läßt uns leben“  | němčina          | 3.       | 107  |
| 2.     | Francie            | Betty Mars                        | „Comé-comédie“                  | francouzština    | 11.      | 81   |
| 3.     | Irsko              | Sandie Jones                      | „Ceol an Ghrá“                  | irština          | 15.      | 72   |
| 4.     | Španělsko          | Jaime Morey                       | „Amanece“                       | španělština      | 10.      | 83   |
| 5.     | Spojené království | The New Seekers                   | „Beg, Steal or Borrow"          | angličtina       | 2.       | 114  |
| 6.     | Norsko             | Grethe Kausland a Benny Borg      | „Småting“                       | norština         | 14.      | 73   |
| 7.     | Portugalsko        | Carlos Mendes                     | „A festa da vida“               | portugalština    | 7.       | 90   |
| 8.     | Švýcarsko          | Véronique Müller                  | „C'est la chanson de mon amour“ | francouzština    | 8.       | 88   |
| 9.     | Malta              | Helen and Joseph                  | „L-imħabba“                     | maltština        | 18.      | 48   |
| 10.    | Finsko             | Päivi Paunu a Kim Floor           | „Muistathan“                    | finština         | 12.      | 78   |
| 11.    | Rakousko           | The Milestones                    | „Falter im Wind“                | němčina          | 5.       | 100  |
| 12.    | Itálie             | Nicola Di Bari                    | „I giorni dell'arcobaleno“      | italština        | 6.       | 92   |
| 13.    | Jugoslávie         | Tereza                            | „Muzika i ti“                   | srbochorvatština | 9.       | 87   |
| 14.    | Švédsko            | The Family Four                   | „Härliga sommardag“             | švédština        | 13.      | 75   |
| 15.    | Monako             | Anne-Marie Godart a Peter MacLane | „Comme on s'aime“               | francouzština    | 16.      | 65   |
| 16.    | Belgie             | Serge and Christine Ghisoland     | „À la folie ou pas du tout“     | francouzština    | 17.      | 55   |
| 17.    | Lucembursko        | Vicky Leandros                    | „Après toi“                     | francouzština    | 1.       | 128  |
| 18.    | Nizozemsko         | Sandra a Andres                   | „Als het om de liefde gaat“     | nizozemština     | 4.       | 106  |

### Detailní výsledky
|      |                    | Celkem | Západní Německo | Francie | Irsko | Španělsko | Spojené království | Norsko | Portugalsko | Švýcarsko | Malta | Finsko | Rakousko | Itálie | Jugoslávie | Švédsko | Monako | Belgie | Lucembursko | Nizozemsko |
| ---- | ------------------ | ------ | --------------- | ------- | ----- | --------- | ------------------ | ------ | ----------- | --------- | ----- | ------ | -------- | ------ | ---------- | ------- | ------ | ------ | ----------- | ---------- |
| Země | Západní Německo    | 107    |                 | 8       | 6     | 9         | 5                  | 6      | 6           | 5         | 4     | 5      | 5        | 7      | 5          | 8       | 8      | 7      | 7           | 6          |
| Země | Francie            | 81     | 5               |         | 5     | 2         | 9                  | 7      | 2           | 3         | 5     | 4      | 2        | 3      | 5          | 2       | 6      | 7      | 8           | 6          |
| Země | Irsko              | 72     | 4               | 3       |       | 4         | 4                  | 6      | 4           | 3         | 6     | 3      | 4        | 3      | 3          | 5       | 5      | 4      | 6           | 5          |
| Země | Španělsko          | 83     | 7               | 5       | 5     |           | 3                  | 8      | 6           | 3         | 4     | 4      | 5        | 3      | 2          | 7       | 8      | 3      | 5           | 5          |
| Země | Spojené království | 114    | 8               | 9       | 6     | 2         |                    | 10     | 4           | 8         | 2     | 7      | 7        | 7      | 9          | 6       | 9      | 4      | 8           | 8          |
| Země | Norsko             | 73     | 4               | 3       | 6     | 5         | 4                  |        | 5           | 2         | 5     | 7      | 3        | 2      | 5          | 4       | 4      | 4      | 6           | 4          |
| Země | Portugalsko        | 90     | 3               | 4       | 7     | 7         | 4                  | 2      |             | 6         | 5     | 2      | 4        | 9      | 4          | 7       | 4      | 7      | 10          | 5          |
| Země | Švýcarsko          | 88     | 4               | 5       | 6     | 5         | 4                  | 7      | 2           |           | 4     | 7      | 8        | 5      | 5          | 4       | 6      | 4      | 7           | 5          |
| Země | Malta              | 48     | 3               | 2       | 4     | 2         | 6                  | 2      | 2           | 2         |       | 5      | 2        | 2      | 2          | 3       | 3      | 2      | 2           | 4          |
| Země | Finsko             | 78     | 4               | 3       | 3     | 6         | 5                  | 6      | 4           | 3         | 3     |        | 3        | 3      | 4          | 4       | 5      | 8      | 6           | 8          |
| Země | Rakousko           | 100    | 6               | 6       | 6     | 6         | 3                  | 5      | 5           | 7         | 5     | 4      |          | 6      | 8          | 10      | 5      | 4      | 5           | 9          |
| Země | Itálie             | 92     | 4               | 5       | 3     | 2         | 3                  | 6      | 7           | 9         | 6     | 6      | 6        |        | 4          | 8       | 6      | 6      | 6           | 5          |
| Země | Jugoslávie         | 87     | 7               | 4       | 5     | 8         | 5                  | 4      | 5           | 2         | 4     | 3      | 3        | 2      |            | 4       | 9      | 8      | 8           | 6          |
| Země | Švédsko            | 75     | 5               | 3       | 5     | 3         | 3                  | 5      | 4           | 2         | 4     | 5      | 4        | 3      | 7          |         | 5      | 7      | 5           | 5          |
| Země | Monako             | 65     | 4               | 3       | 4     | 3         | 5                  | 6      | 2           | 2         | 5     | 5      | 3        | 3      | 4          | 3       |        | 4      | 4           | 5          |
| Země | Belgie             | 55     | 2               | 3       | 4     | 2         | 5                  | 2      | 3           | 3         | 5     | 4      | 2        | 3      | 2          | 2       | 4      |        | 6           | 3          |
| Země | Lucembursko        | 128    | 9               | 8       | 9     | 2         | 10                 | 8      | 7           | 6         | 4     | 6      | 8        | 9      | 10         | 8       | 7      | 8      |             | 9          |
| Země | Nizozemsko         | 106    | 6               | 6       | 8     | 8         | 9                  | 8      | 5           | 6         | 3     | 9      | 6        | 3      | 9          | 6       | 5      | 2      | 7           |            |

### 10 bodů
Níže je souhrn zemí, které obdržely 10bodové ohodnocení.
| # | Země               | 10 bodů od                     |
| - | ------------------ | ------------------------------ |
| 2 | Lucembursko        | Spojené království, Jugoslávie |
| 1 | Rakousko           | Švédsko                        |
| 1 | Portugalsko        | Lucembursko                    |
| 1 | Spojené království | Norsko                         |